# Escherkanal

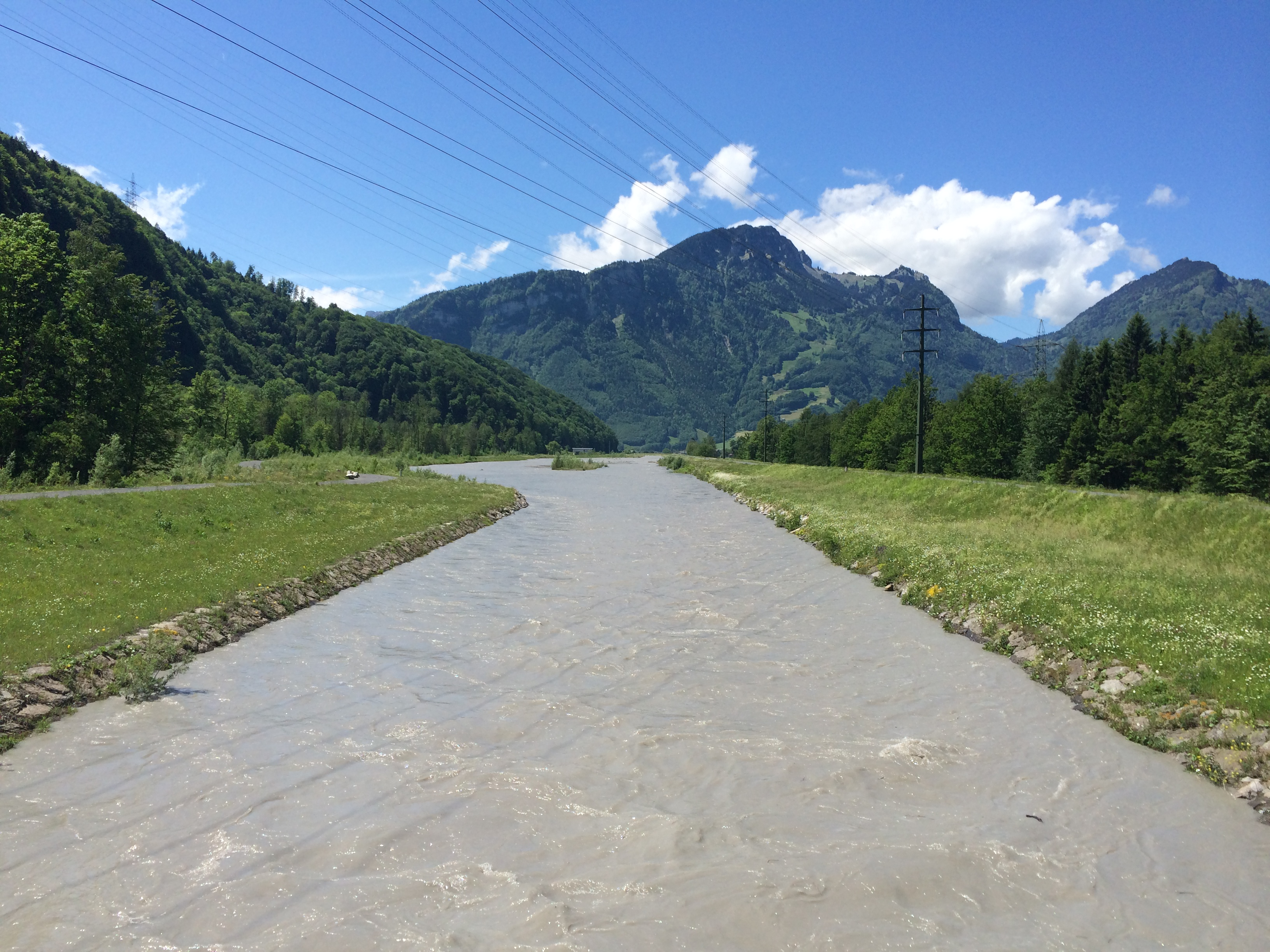
Escherkanal vor der Einmündung in den Walensee, Richtung Näfels

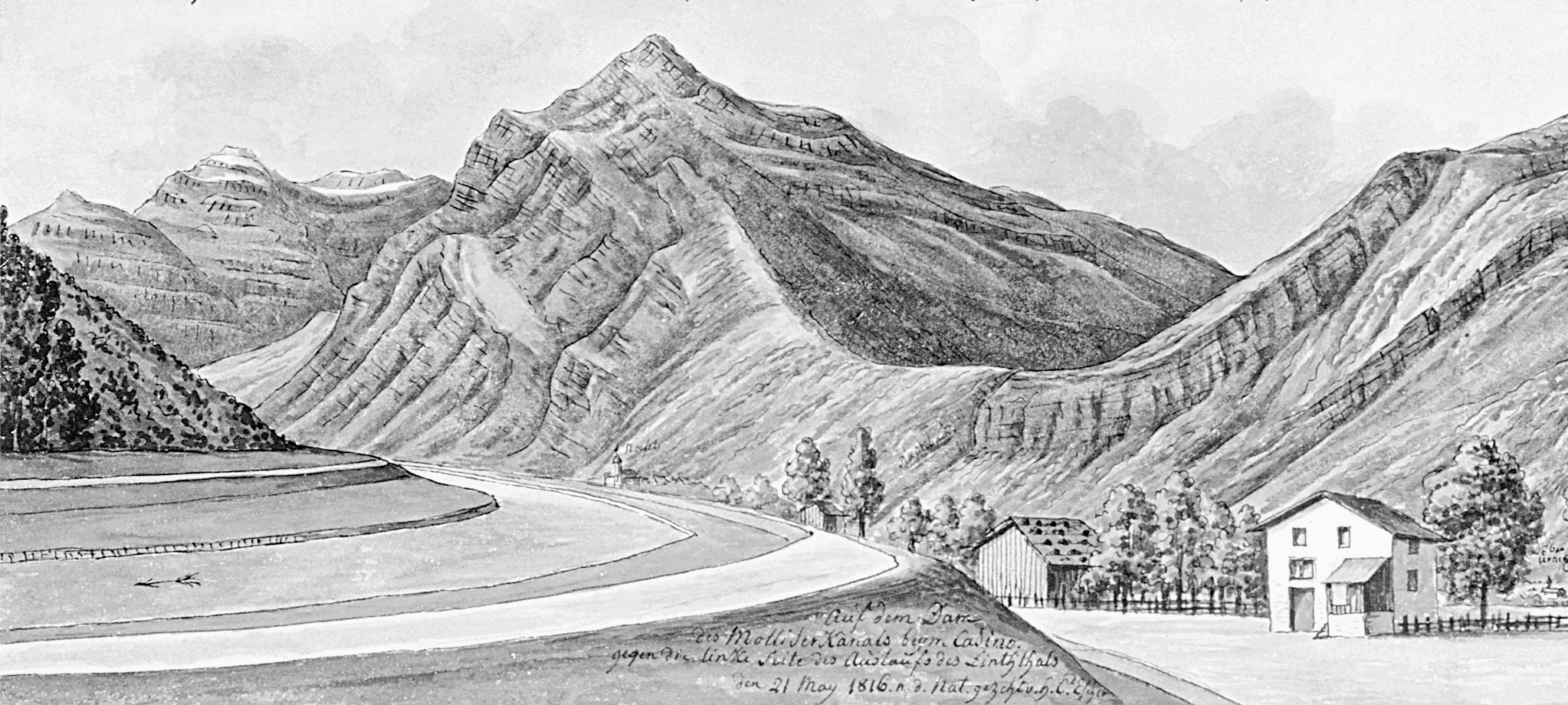
1816 zeichnete Hans Conrad Escher von der Linth den Molliserkanal, der nach Eschers Tod in Escherkanal umbenannt wurde.

Der Escherkanal ist Bestandteil der Gewässerkorrektion des Linthwerkes in der Schweiz.

## Geschichte
Der Escherkanal leitet seit 1811 die Linth von Näfels im Glarnerland in den Walensee um, statt wie früher direkt in die Linthebene. Hier kann das mitgeführte Geröll, der Kies und das Schwemmholz im Mündungsbereich der Linth in den See abgelagert und später ausgebaggert werden. Er ist nach Hans Conrad Escher von der Linth (1767–1823) benannt, der im Auftrag der Tagsatzung die Linthkorrektion leitete.

## Gewässerkorrektion
Durch den Linthkanal – die kanalisierte Maag zwischen Weesen und Ziegelbrücke und die korrigierte Linth zwischen Ziegelbrücke und Zürichsee – fliesst das Wasser seither ohne Geschiebe weiter. Der Geschieberückstau der Linth hatte zuvor zu einer Versumpfung der Linthebene und zu wiederholten Überschwemmungen in Weesen geführt. Durch den Bau des Linthwerks mit Escher- und Linthkanal senkte sich der Pegel des Walensees um mehrere Meter. 

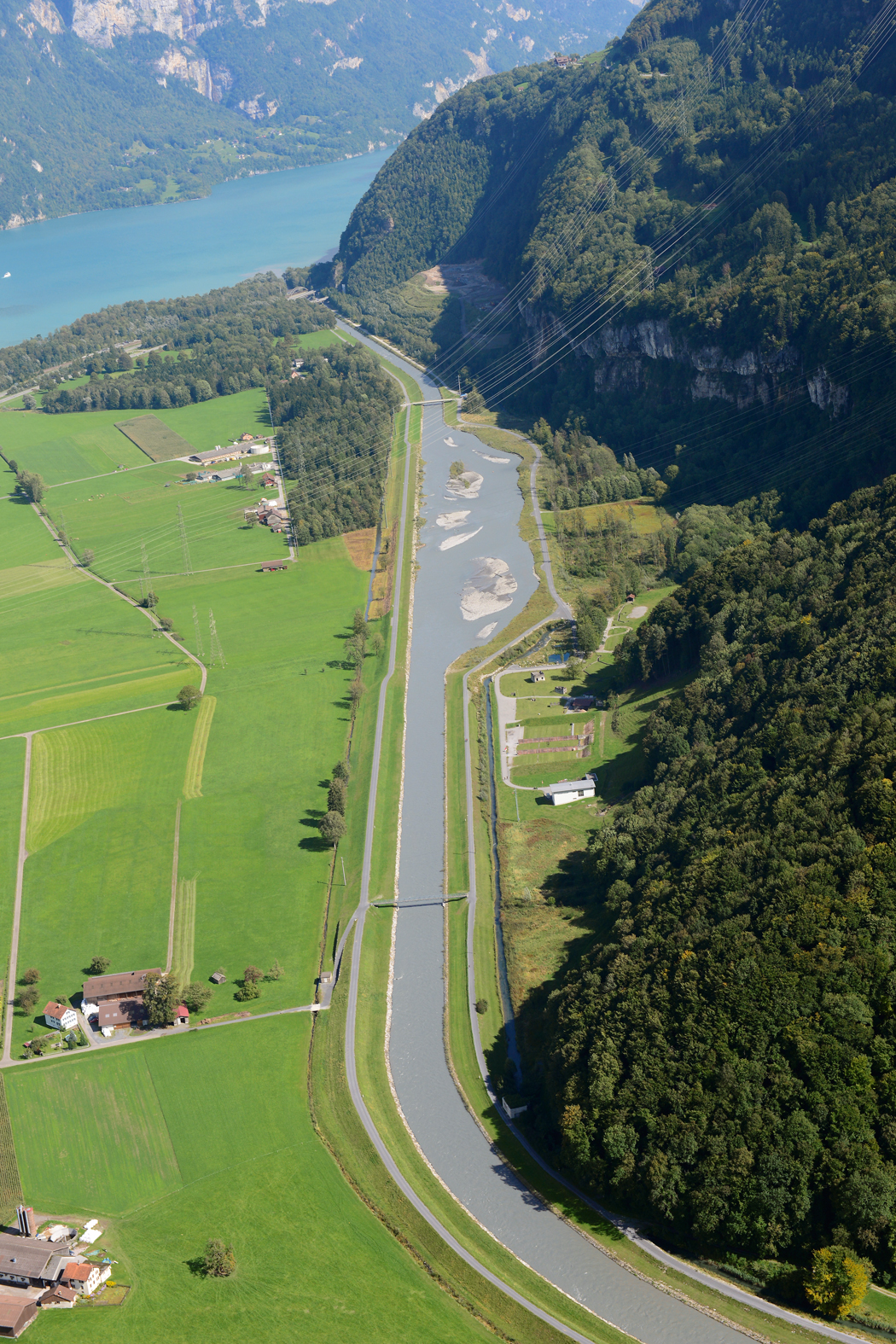
Escherkanal (Herbst 2013) mit renaturiertem Abschnitt.

## Sanierung des Escherkanals
Im Rahmen der ersten Gesamtsanierung des Linthwerks wurde der Escherkanal in das Projekt Hochwasserschutz Linth 2000 einbezogen. Der Hochwasserschutz und eine teilweise Renaturierung des Linthlaufes standen dabei im Zentrum. Kontrovers diskutiert wurde eine Rückversetzung der Dämme, mit dem Ziel, streckenweise einen natürlicheren Flusslauf durch Flussverbreiterungen (Aufweitungen) zu ermöglichen. Im Chli Gäsitschachen wurde die Aufweitung im Rahmen des Projekts Linth 2000 verwirklicht. Im Kundertriet hingegen verzichtete man wegen der Opposition auf eine Aufweitung. Dafür wurden ökologische Ersatzmassnahmen wie zum Beispiel grossflächige Waldreservate oder Renaturierungen von Entwässerungsgräben realisiert. Die Sanierung des Escherkanals in einzelnen Etappen begann mit dem Spatenstich am 25. September 2008 bei Mollis und wurde am 14. Mai 2011 mit einer Feier abgeschlossen, 200 Jahre nach dem Bau des Kanals.

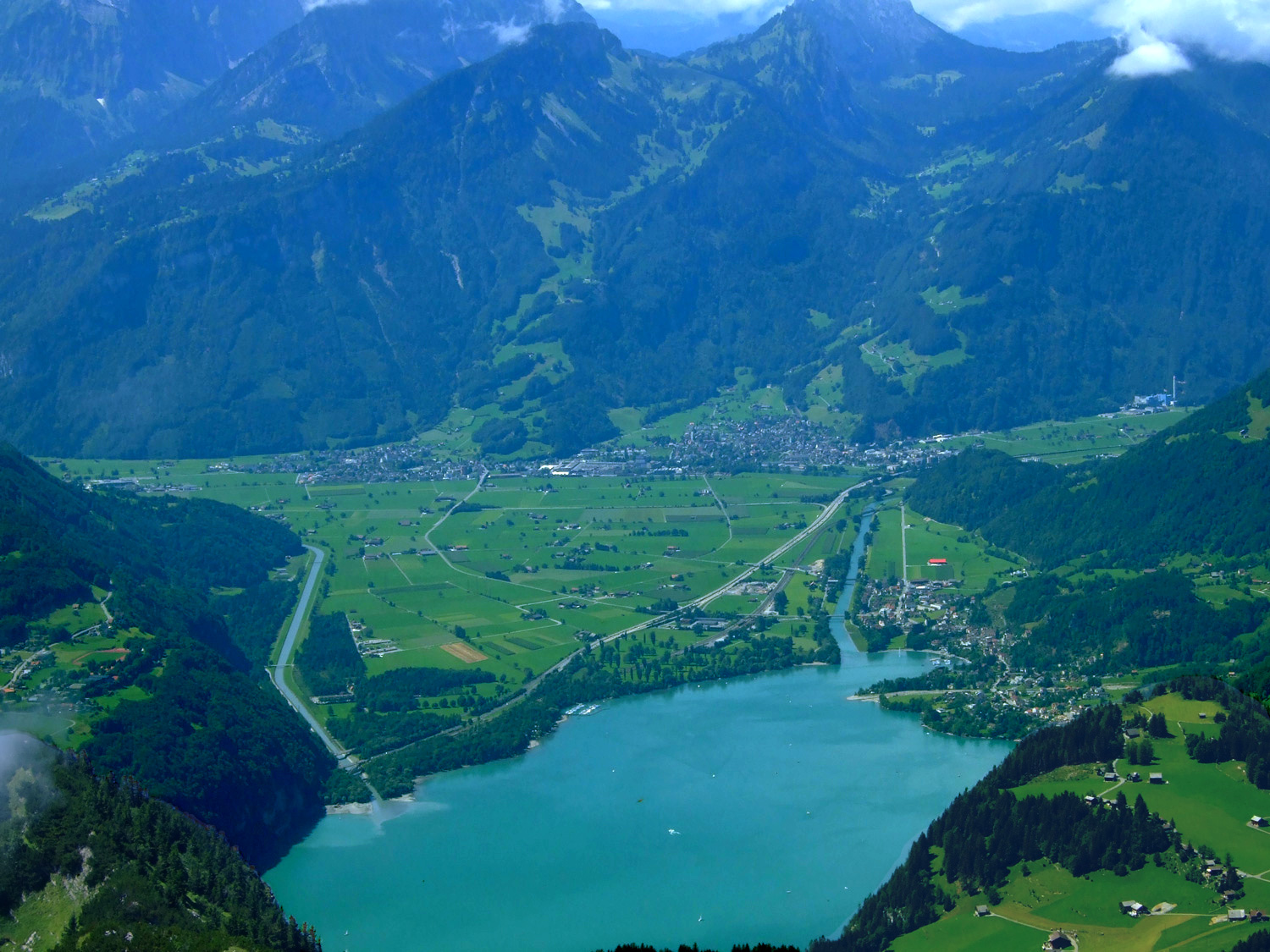
Escherkanal (links), Walensee und Linthkanal (rechts), Sicht vom Leistchamm.
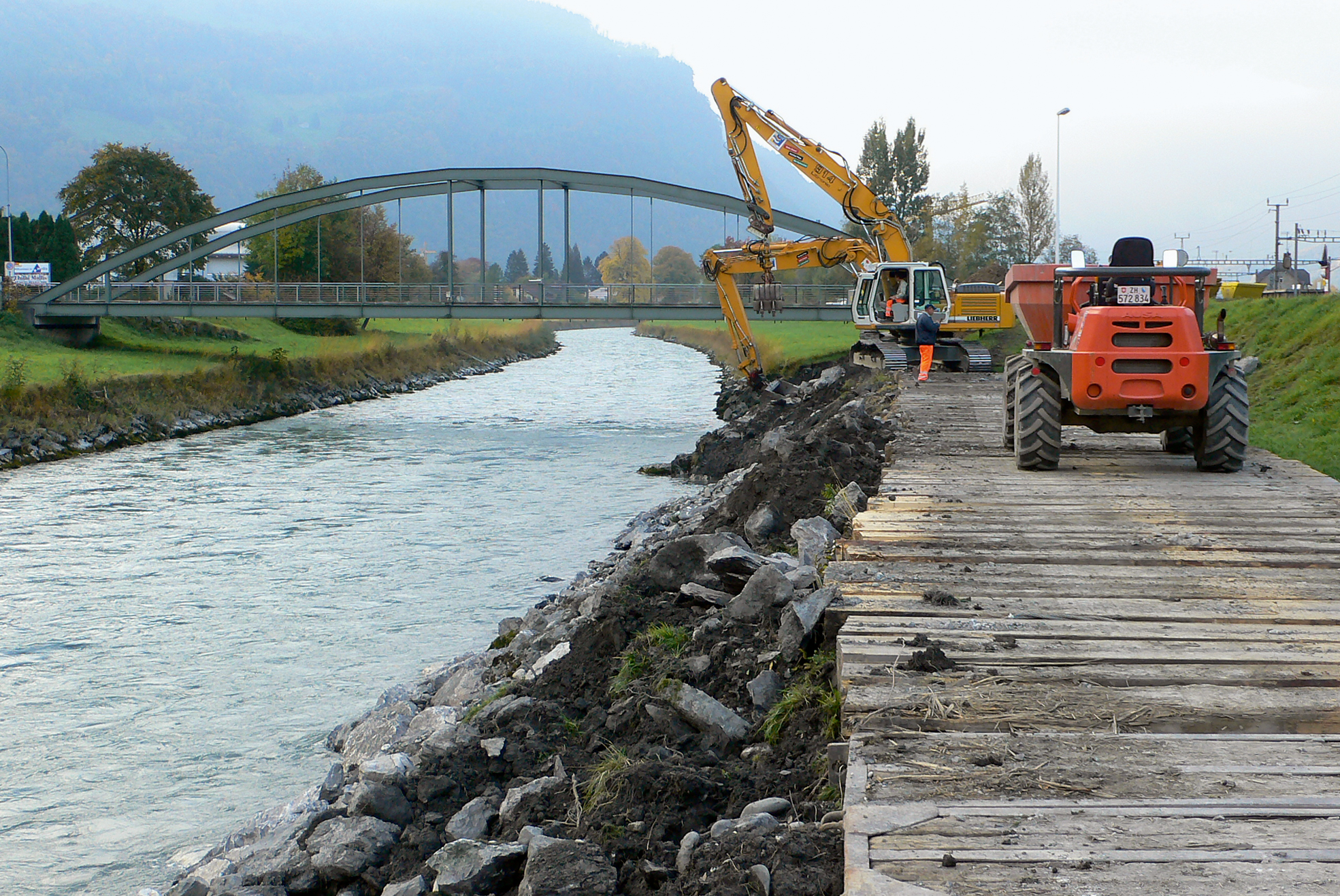
Ersatz der Steinverbauungen bis unter die Gewässersohle bei Näfels.
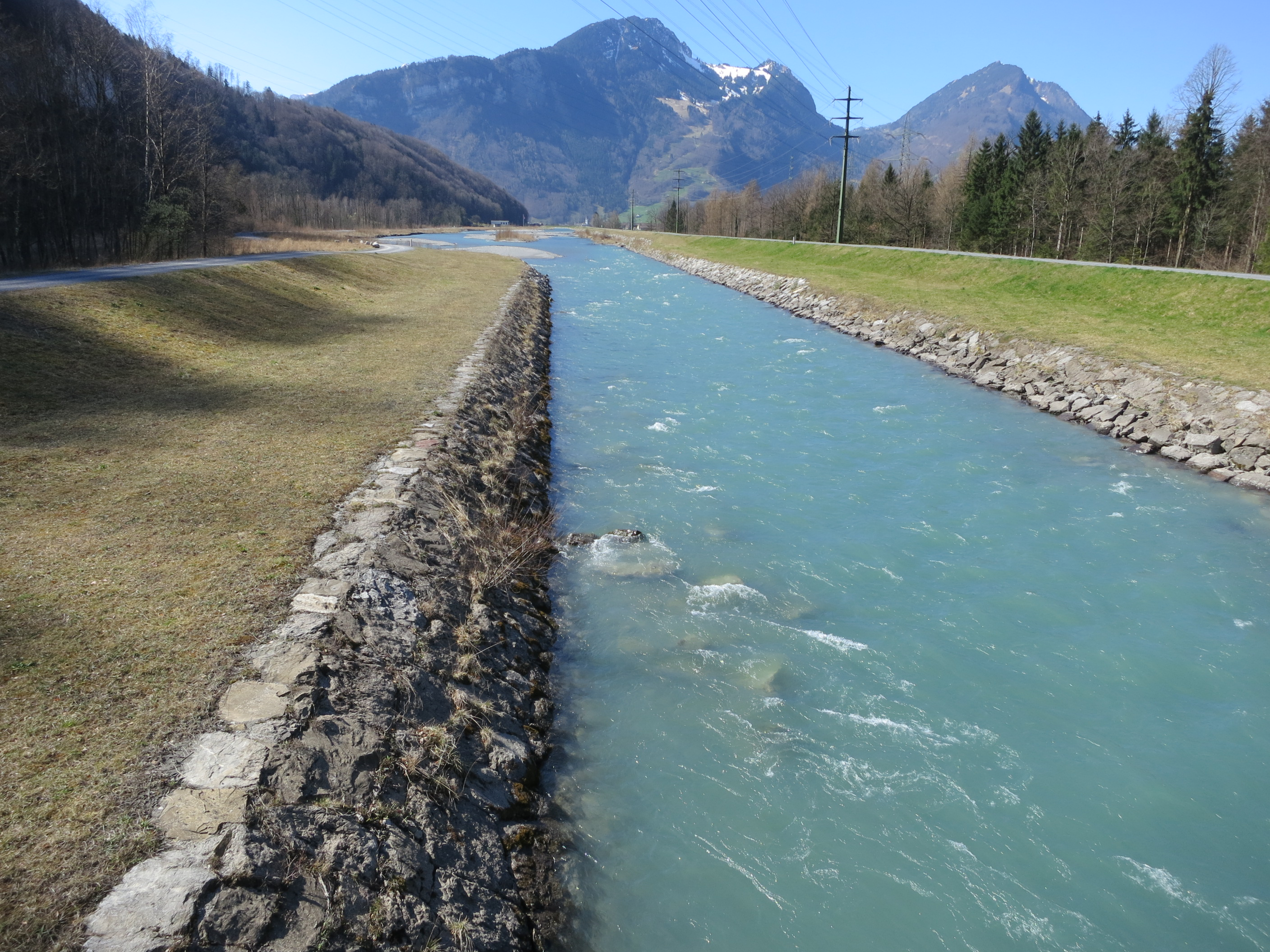
Aufweitung des Kanals bei Tschachen
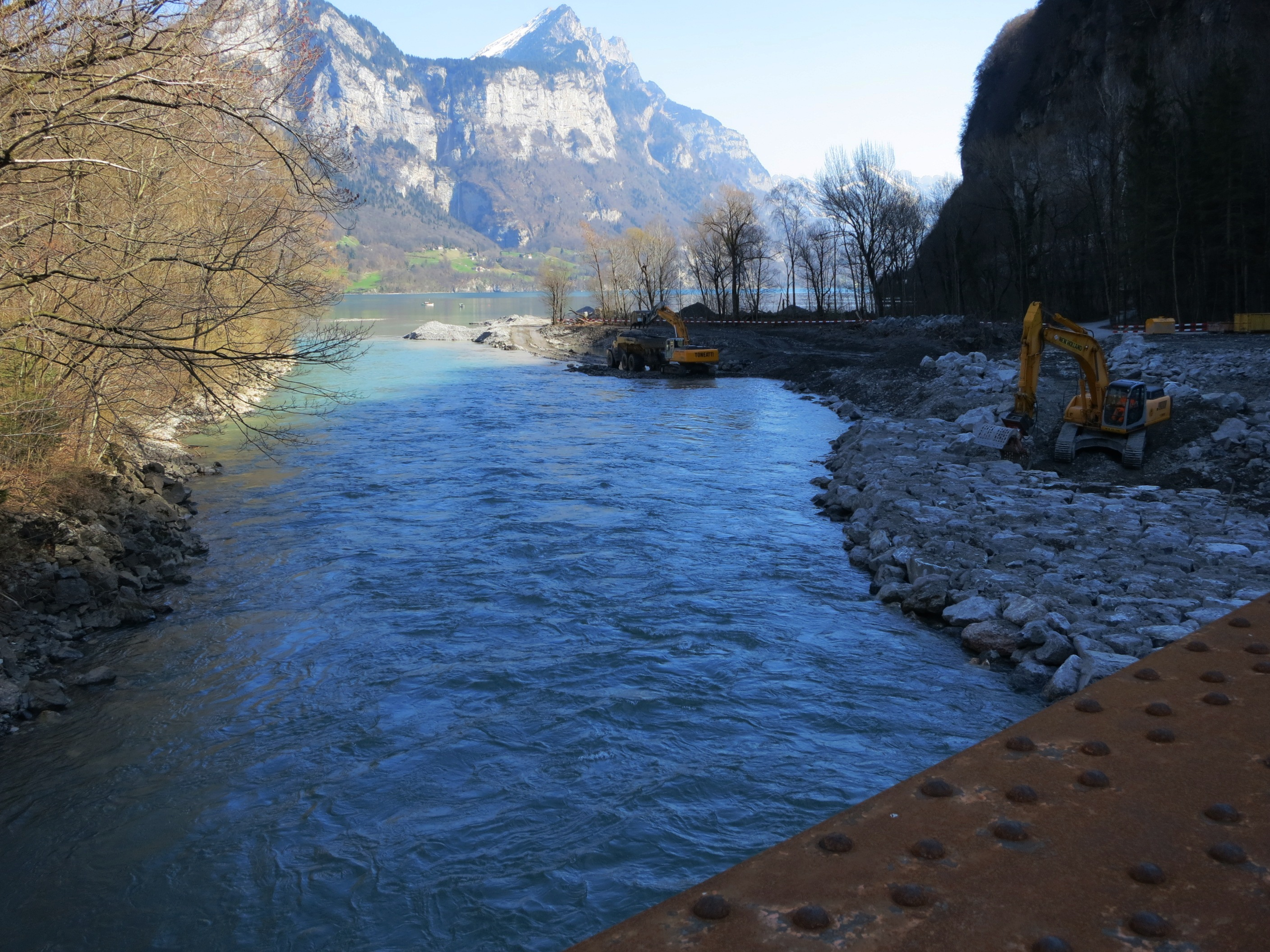
Mündung des Escherkanals in den Walensee.

## Linth-Escher-Auditorium

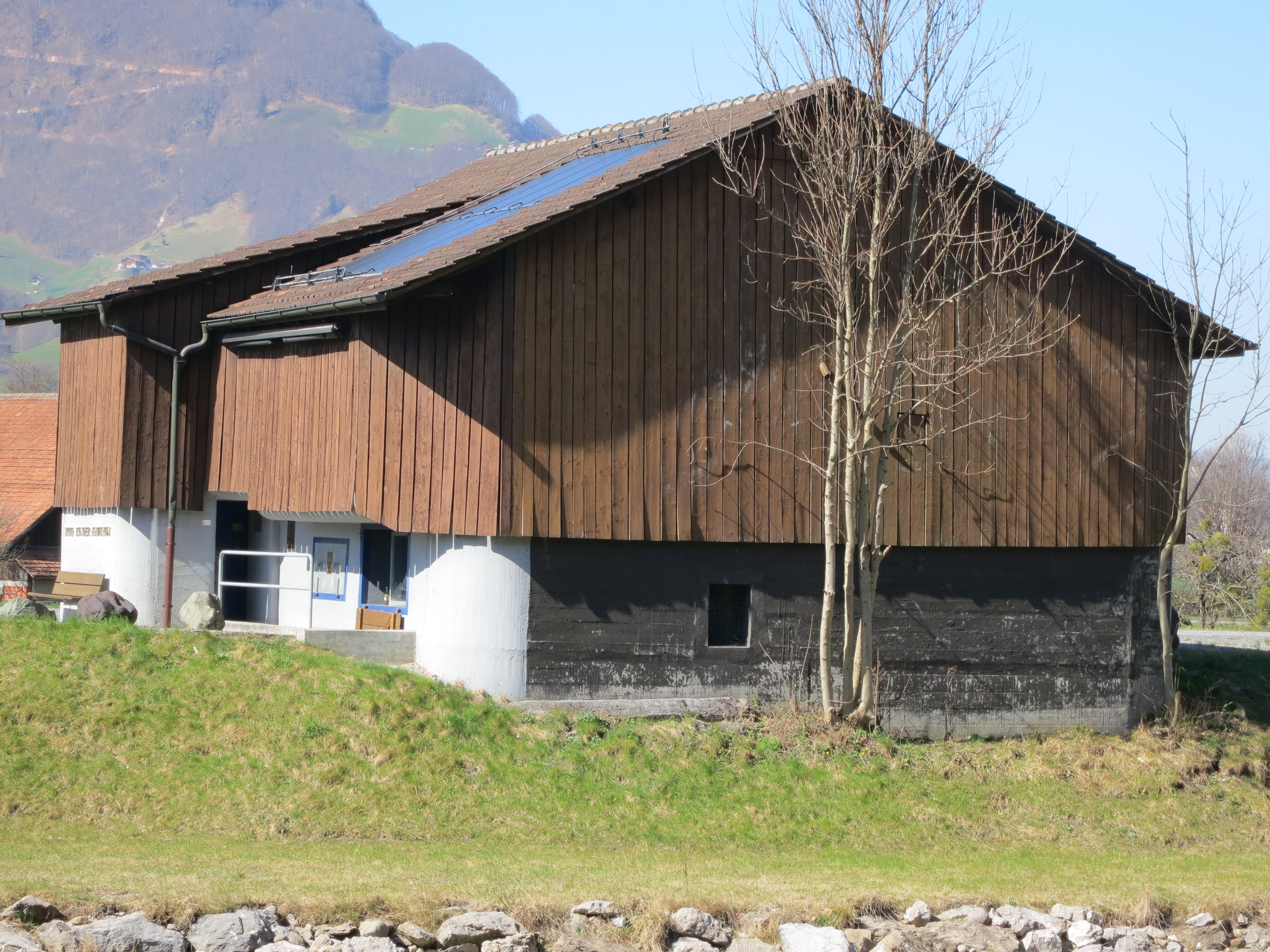
Geopark Sargans: 34 Linth-Escher-Auditorium

Das Linth-Escher-Auditorium ist eine der Geostätten des Geoparks Sardona.
Die Linth-Escher-Stiftung hat in einem ehemaligen Bunker der Sperrstelle Näfels am Escher-Kanal in der Nähe von Näfels eine Ausstellung und einen Vortragsraum eingerichtet, um das Linthwerk Hans Conrad Eschers sowie seine ersten Beschreibungen der Glarner Geologie zu würdigen. Eine permanente Ausstellung zeigt Originaldokumente der Linthunternehmung, Werkzeuge des Wasserbaus, ein Modell des Linthwerks und eine 3-D Lichtbildschau. Vor dem Bunker wurden einheimische Gesteinsblöcke aufgestellt.